# Scaphinotus punctatus
Scaphinotus punctatus är en skalbaggsart som beskrevs av Leconte 1874. Scaphinotus punctatus ingår i släktet Scaphinotus och familjen jordlöpare. Inga underarter finns listade i Catalogue of Life.